# ایدن دوناتلی
ایدن دوناتلی (انگلیسی: Eden Donatelli؛ زادهٔ ۲۰ ژوئیهٔ ۱۹۷۰) اسکیت‌باز سرعت، و اسکیت‌باز سرعت، اهل کانادا است.